# Samuel Grandsir
Samuel Grandsir, né le 14 août 1996 à Évreux, est un footballeur français qui évolue au poste de milieu de terrain.

## Biographie

### Débuts avec l'ESTAC
Samuel Grandsir, frère de Nicolas Grandsir commence le football au Évreux FC 27 avant d'arriver à l'ES Troyes AC en 2012 à l'âge de quinze ans. Il signe son premier contrat professionnel d'une durée de trois ans en mars 2016 avant de jouer son premier match avec l'équipe première le 24 avril en Ligue 1 entrant en jeu contre Montpellier HSC mais le club est relégué deux journées plus tard. 
La relégation lui permet de gagner du temps de jeu et malgré un début de saison compliqué avec deux expulsions en six rencontres, de trouver une place de titulaire dans l'équipe troyenne qui termine troisième de Ligue 2 et remonte dans l'élite après une victoire en barrage contre le FC Lorient.
Il est titulaire en Ligue 1 la saison suivante mais le club est de nouveau relégué.

### Transfert à Monaco et divers prêts
Le 9 juin 2018, il s'engage pour cinq saisons avec l'AS Monaco. Il est titulaire lors de la défaite au Trophée des champions 2018 contre le Paris Saint Germain. Peu convaincant lors de ses six premiers mois, il est prêté sans option d'achat au RC Strasbourg.
La saison suivante, il est à nouveau prêté, cette fois au Stade brestois 29.

### Titulaire régulier en MLS
De retour en Principauté, il est victime d'une rupture du ligament croisé durant la première partie de saison 2020-2021 avant de rejoindre le Galaxy de Los Angeles le 11 mars 2021. Son passage en Major League Soccer lui permet de retrouver du temps de jeu avec deux saisons pleines.

### Retour en France au Havre
Le 23 janvier 2023, il est transféré au Havre AC en Ligue 2 où il s'engage jusqu'en juin,. Il dispute 14 rencontres de Ligue 2, en débutant 11 et marquant un but, égalisant face au SC Bastia (37e journée, 1-1). Au terme de la saison, Le Havre remporte le championnat et est promu en Ligue 1. Il continue l'aventure en Normandie, son contrat étant prolongé de deux ans en juin.
En première division, il ne parvient pas à se faire sa place sous les ordres de Luka Elsner, ne débutant que 4 rencontres, pour 23 apparitions. Il inscrit un but, lors de la 1re journée, à Montpellier (2-2). Malgré le départ de l'entraîneur slovène à l'intersaison, Didier Digard, son remplaçant, ne compte pas plus sur ses services. Il voit même son temps de jeu encore diminuer, ne comptant que 78 minutes de jeu à son actif en 6 apparitions. 

### SM Caen
Très peu utilisé sur les bords de Seine, il s'engage le 2 février 2025 jusqu'au terme de la saison avec une prolongation en cas de maintien en faveur du SM Caen, alors lanterne rouge de Ligue 2,. S'il retrouve du temps de jeu, titularisé à 9 reprises, les Caennais ne parviennent pas à se maintenir et sont relégués en National.

### Parcours en sélection
Samuel Grandsir est international espoir français ayant joué pour la France espoirs de l'année 2017 à l'année 2018 pour un total de 4 matchs joués.

## Statistiques
| Saison                | Club                     | Championnat           | Championnat | Championnat | Championnat | Coupe nationale | Coupe nationale | Coupe nationale | Coupe de la Ligue | Coupe de la Ligue | Coupe de la Ligue | Supercoupe | Supercoupe | Supercoupe | Compétition(s) continentale(s) | Compétition(s) continentale(s) | Compétition(s) continentale(s) | Compétition(s) continentale(s) | Barrages | Barrages | Barrages | Total | Total | Total |
| Saison                | Club                     | Division              | M.          | B.          | P.d.        | M.              | B.              | P.d.            | M.                | B.                | P.d.              | M.         | B.         | P.d.       | Comp.                          | M.                             | B.                             | P.d.                           | M.       | B.       | P.d.     | M.    | B.    | P.d.  |
| 2015-2016             | ES Troyes AC             | Ligue 1               | 1           | 0           | 0           | -               | -               | -               | -                 | -                 | -                 | -          | -          | -          | -                              | -                              | -                              | -                              | -        | -        | -        | 1     | 0     | 0     |
| 2016-2017             | ES Troyes AC             | Ligue 2               | 32          | 3           | 2           | 3               | 2               | 1               | 1                 | 0                 | 0                 | -          | -          | -          | -                              | -                              | -                              | -                              | 2        | 0        | 0        | 38    | 5     | 3     |
| 2017-2018             | ES Troyes AC             | Ligue 1               | 36          | 3           | 5           | 3               | 0               | 1               | 1                 | 0                 | 0                 | -          | -          | -          | -                              | -                              | -                              | -                              | -        | -        | -        | 40    | 3     | 6     |
| Sous-total            | Sous-total               | Sous-total            | 69          | 6           | 7           | 6               | 2               | 2               | 2                 | 0                 | 0                 | -          | -          | -          | -                              | -                              | -                              | -                              | 2        | 0        | 0        | 79    | 8     | 9     |
| 2018-2019             | AS Monaco                | Ligue 1               | 12          | 0           | 1           | 1               | 0               | 0               | 1                 | 0                 | 0                 | 1          | 0          | 0          | C1                             | 3                              | 1                              | 0                              | -        | -        | -        | 18    | 1     | 1     |
| 2018-2019             | RC Strasbourg (prêt)     | Ligue 1               | 8           | 0           | 0           | 1               | 0               | 0               | -                 | -                 | -                 | -          | -          | -          | -                              | -                              | -                              | -                              | -        | -        | -        | 9     | 0     | 0     |
| 2019-2020             | Stade brestois 29 (prêt) | Ligue 1               | 24          | 3           | 1           | 1               | 0               | 0               | 2                 | 2                 | 0                 | -          | -          | -          | -                              | -                              | -                              | -                              | -        | -        | -        | 27    | 5     | 1     |
| 2020-2021             | AS Monaco                | Ligue 1               | -           | -           | -           | -               | -               | -               | -                 | -                 | -                 | -          | -          | -          | -                              | -                              | -                              | -                              | -        | -        | -        | 0     | 0     | 0     |
| 2021                  | Galaxy de Los Angeles    | MLS                   | 34          | 3           | 3           | -               | -               | -               | -                 | -                 | -                 | -          | -          | -          | -                              | -                              | -                              | -                              | -        | -        | -        | 34    | 3     | 3     |
| 2022                  | Galaxy de Los Angeles    | MLS                   | 33          | 3           | 5           | 4               | 0               | 2               | -                 | -                 | -                 | -          | -          | -          | LC                             | 1                              | -                              | 0                              | 2        | 1        | 1        | 40    | 4     | 8     |
| Sous-total            | Sous-total               | Sous-total            | 67          | 6           | 8           | 4               | 0               | 2               | -                 | -                 | -                 | -          | -          | -          | -                              | 1                              | 0                              | 0                              | 2        | 1        | 1        | 74    | 7     | 11    |
| 2022-2023             | Havre AC                 | Ligue 2               | 14          | 2           | 0           | -               | -               | -               | -                 | -                 | -                 | -          | -          | -          | -                              | -                              | -                              | -                              | -        | -        | -        | 14    | 2     | 0     |
| 2023-2024             | Havre AC                 | Ligue 1               | 23          | 1           | 0           | 2               | 0               | 1               | -                 | -                 | -                 | -          | -          | -          | -                              | -                              | -                              | -                              | -        | -        | -        | 25    | 1     | 1     |
| 2024-2025             | Havre AC                 | Ligue 1               | 6           | 0           | 0           | 1               | 0               | 0               | -                 | -                 | -                 | -          | -          | -          | -                              | -                              | -                              | -                              | -        | -        | -        | 7     | 0     | 0     |
| Sous-total            | Sous-total               | Sous-total            | 43          | 3           | 0           | 3               | 0               | 1               | -                 | -                 | -                 | -          | -          | -          | -                              | -                              | -                              | -                              | -        | -        | -        | 46    | 3     | 1     |
| 2024-2025             | SM Caen                  | Ligue 2               | 9           | 1           | 0           | -               | -               | -               | -                 | -                 | -                 | -          | -          | -          | -                              | -                              | -                              | -                              | -        | -        | -        | 9     | 1     | 0     |
| Total sur la carrière | Total sur la carrière    | Total sur la carrière | 232         | 19          | 17          | 16              | 2               | 5               | 5                 | 2                 | 0                 | 1          | 0          | 0          | -                              | 4                              | 1                              | 0                              | 4        | 1        | 1        | 262   | 25    | 23    |

## Palmarès
AS Monaco
- Finaliste du Trophée des champions en 2018

 Le Havre AC
- Champion de France de Ligue 2 en 2023